# 佩恩羅斯 (特拉華州)
佩恩羅斯（英語：Penn Rose）是位於美國特拉華州紐卡斯爾縣的一個非建制地區。該地的面積和人口皆未知。

## 地理
佩恩羅斯的座標為39°45′30″N 75°31′19″W / 39.75833°N 75.52194°W，而該地的平均海拔高度為19米（即62英尺）。